# Matthijs de Layens

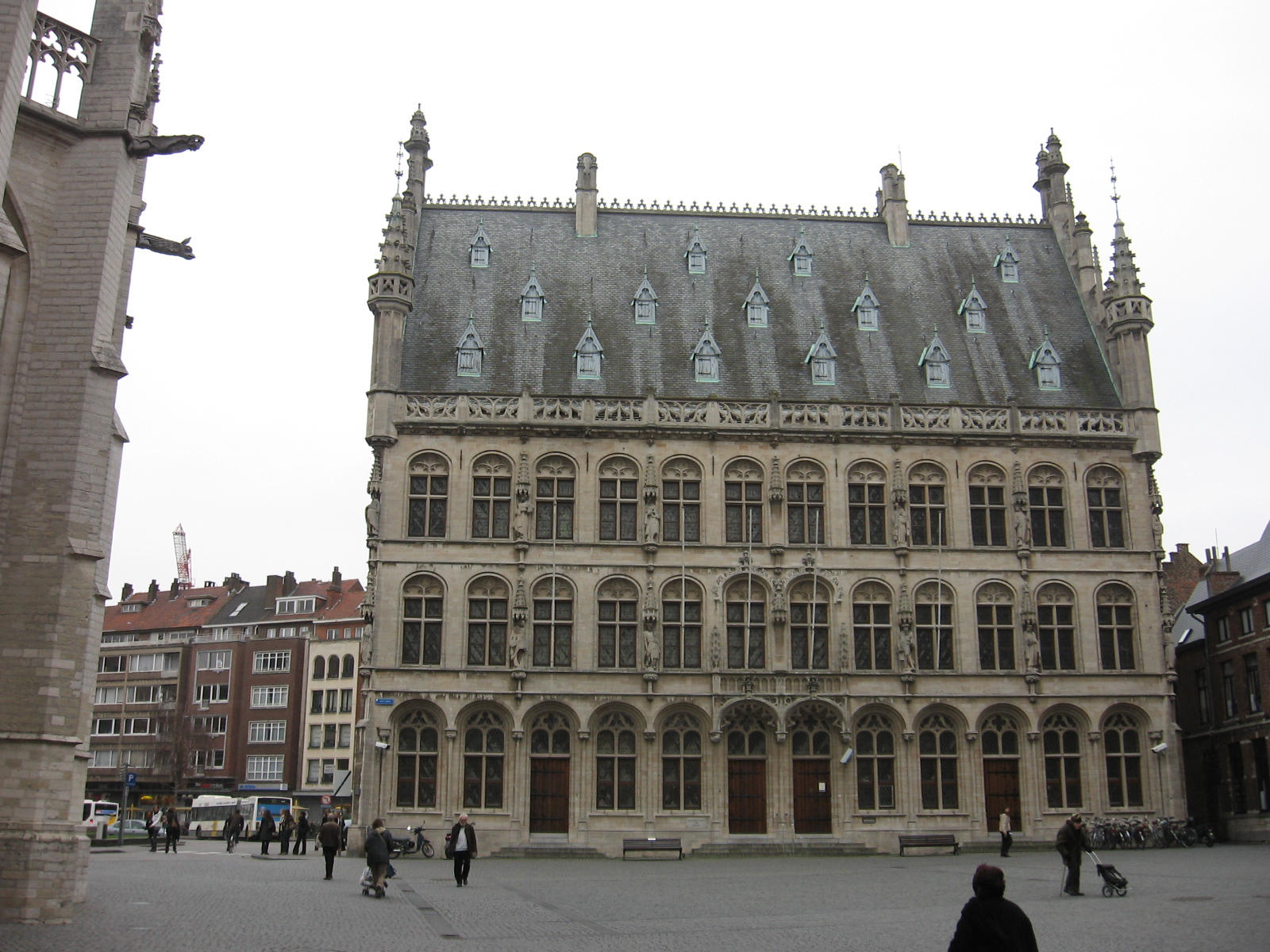
Huis De Tafelronde in Leuven, Matthijs de Layens' laatste bouwwerk

Matthijs de Layens († Leuven, 3 december 1483) was een Brabants architect uit de 15e eeuw. Beroemd werd hij vooral omwille van zijn bijdrage aan de bouw van het Leuvense stadhuis, een meesterwerk van de Brabantse profane gotiek.
Hij was vanaf 1433 werkzaam te Leuven, eerst onder de architect Sulpitius van Vorst (†1439), daarna onder Jan II Keldermans, die hij in 1445 opvolgde als stedelijk bouwmeester. In die hoedanigheid voerde hij werken uit aan de Leuvense stadsvestingen, maar vooral kreeg hij de leiding toevertrouwd bij de bouw van het stadhuis van Leuven (van 1448 tot 1469), alsook van het transept van de Sint-Pieterskerk. Hem wordt ook het sacramentstoren (voor 1451) van die kerk toegeschreven. Van 1462 tot 1469 werkte hij aan de grootste vestingtoren van Leuven, die omwille van zijn hoge kost als de Verloren Kosttoren door het leven zou gaan.
Omstreeks 1450 werkte hij aan de Sint-Leonarduskerk van Zoutleeuw, de Onze-Lieve-Vrouw-ten-Poelkerk te Tienen en de Sint-Sulpitiuskerk te Diest. Vanaf 1457 nam hij ook van Jan Spijkens de leiding over van de werkzaamheden aan de Sint-Waltrudiskerk te Bergen (waarbij hij zich liet inspireren door de Leuvense Sint-Pieterskerk). In 1479 restaureerde hij ook het stadhuis van Bergen.
Zijn laatste werk was het monumentale huis De Tafelronde (1480-1487), aan de oostzijde van de Leuvense Grote Markt, dat in 1818 gesloopt werd en vervangen door een neoclassicistisch gebouw, maar in 1928 heropgebouwd werd.
Het Mathieu de Layensplein in Leuven is naar hem vernoemd.
- Biografisch Portaal: 48600265
- RKD-Nederlands Instituut voor Kunstgeschiedenis: 202519
- Union List of Artist Names: 500322258
- Virtual International Authority File: 305191289